# ADULT.
ADULT. – amerykański zespół muzyczny założony w 1998 r. przez Adama Lee Millera i Nicole Kuperus.
Przed utworzeniem grupy, oboje należeli do różnych projektów. Miller był członkiem Le Car, Kuperus zaś udzielała się wokalnie w takich projektach jak Death in Vegas, Swayzak i Chicks On Speed. Artyści podjęli współpracę w 1998 r., początkowo wydając albumy pod pseudonimem Plasma Co. Ich personalia przedstawione zostały dopiero w albumie Anxiety Always z 2003 r. Oprócz popularności w rodzinnym mieście Detroit, ADULT. znani są również w Niemczech i Wielkiej Brytanii. Popularność artystów wzrosła podczas tournée przez Stany Zjednoczone i wydanie całego materiału niezależnie. W 2005 r. podczas trasy koncertowej i promowaniu płyty D.U.M.E., zespół oznajmił przyjęcie do składu nowego członka, gitarzysty Samuela Consiglio. Po krótkotrwałej współpracy odszedł on w 2006 r.
Muzyka ADULT. integruje ze sobą wokale, rytmy z automatów perkusyjnych, brzmienia analogowych syntezatorów oraz elementy punku. Oprócz tworzenia własnych kompozycji, dokonali oni remiksów utworów takich wykonawców jak Felix da Housecat, A Number of Names, The Faint czy też Fischerspooner. Za fotografie oraz projekty okładek odpowiedzialna jest Nicola Kuperus, posiadając w tej dziedzinie wykształcenie. Miller i Kuperus są także założycielami własnej wytwórni muzycznej, Ersatz Audio.

## Dyskografia

### Albumy
- 2001 – Resuscitation
- 2003 – Anxiety Always
- 2006 – Gimmie Trouble
- 2007 – Why Bother?

### EP / Single
- 1998 – Modern Romantics (jako Plasma Co.)
- 1998 – Dispassionate Furniture
- 1999 – Entertainment
- 2000 – New-Phonies
- 2000 – Nausea
- 2002 – Misinterpreted
- 2002 – Limited Edition
- 2003 – Controlled Edition
- 2004 – T & A" 7
- 2004 – Split/Split/Split
- 2005 – D.U.M.E.
- 2005 – Me Me + Monologue
- 2007 – Decampment: Part 1
- 2008 – Decampment: Part 2
- 2008 – Decampment: Part 3
- 2008 – Let's Feel Bad Together